# Двохвости
Двохвости (Diplura) — ряд прихованощелепних шестиногих членистоногих. Сюди належить 976 видів, включаючи один викопний (Zhang, 2013).

## Опис
Довжина тіла становить від 1—2 мм до 5 см. Тіло видовжене. Голова з довгими членистими антенами; ротові органи гризучого типу; очей немає. Гомілка не злита з лапкою, на кінці останньої — два кігтики. Всі ноги однакової будови. Черевце складається з 11 сегментів, передні сім мають рудименти черевних кінцівок — нечленисті парні грифельки. На кінці черевця є пара відростків — церки; в одних представників (Campodea) вони вусикоподібні, членисті, виконують функцію органів дотику, в інших (Japyx) — укорочені, нечленисті, мають вигляд клішні та призначені для захоплення здобичі — колембол. Дихальна система досить добре розвинена, на грудях є три-чотири пари дихалець.

## Спосіб життя
Живуть двохвости у ґрунті, гниючій деревині, мурашниках, під камінням тощо. Хижаки полюють на дрібних ґрунтових комах, кліщів, нематод тощо. Поширені переважно в районах із теплим кліматом. На території України відомий вид Campodea staphylinus, що досягає довжини 1 см, в Криму — ендемік його Південного берегу — Japyx ghilarovi.

## Розмноження
Запліднення сперматофорне. Молоді особини зовнішнім виглядом нагадують дорослих, багато разів линяють.

## Класифікація
Ряд включає два підряди:
- Dicellurata Pagés, 1959
  - Anajapygidae Bagnall, 1918
  - Dinjapygidae Womersley, 1939
  - Japygidae Haliday, 1864
  - Octostigmatidae Rusek, 1982
  - Parajapygidae Womersley, 1939
  - Projapygidae Cook, 1899
  - †Testajapygidae Kukalová-Peck, 1987
- Rhabdura Cook, 1896
  - Campodeidae Meinert, 1865
  - Procampodeidae Silvestri, 1948